# Regimiento de Infantería de Montaña 15
El Regimiento de Infantería de Montaña 15 «Grl. Francisco Ortiz de Ocampo» (RIM 15) es una unidad de infantería del Ejército Argentino con asiento en la guarnición militar de La Rioja y perteneciente a la V Brigada de Montaña «Grl. Manuel Belgrano», en el marco de la 2.ª División de Ejército «Ejército del Norte».–

## Historia
En el año 1907 es creado el RI 15 con asiento en Campo «Grl. Sarmiento», Provincia de San Juan, y dependiente de la 4.ª Región Militar.
La unidad prestó apoyo a la población en el terremoto de San Juan de 1944.
En el año 1964 el RI 15 fue disuelto, y en 1993 fue recreado en la guarnición de ejército de La Rioja y en dependencia de la V Brigada de Infantería, III Cuerpo de Ejército.

## Organización
- Jefe.
- Plana Mayor.
- Compañía de Infantería de Montaña «A».
- Compañía de Infantería de Montaña «B».
- Compañía Comando y Servicios.